# Aumua Amata
Aumua Amata, właśc. Aumua Amata Coleman Radewagen (ur. 29 grudnia 1947 roku w Waszyngtonie) – amerykańska samoańska polityczka i dziennikarka, od 2015 roku członkini Izby Reprezentantów reprezentująca Samoa Amerykańskie.

## Życiorys
Aumua Amata Coleman Radewagen urodziła się 29 grudnia 1947 roku w Waszyngtonie. Uczęszczała do szkoły średniej Sacred Hearts Academy w Honolulu na Hawajach. W 1975 roku uzyskała tytuł Bachelor of Science na Uniwersytecie Guam. Kontynuowała edukację na George Mason University w Fairfax w Wirginii oraz na Loyola Marymount University w Los Angeles w Kalifornii. Początkowo, po ukończeniu szkół, zajmowała się dziennikarstwem.
W latach 1984–1997 była głównym korespondentem dyplomatycznym gazety Washington Pacific Report.
W latach 1997–1999 była członkiem personelu reprezentanta Philipa Crane’a z Illinois. Następnie, w latach 1999–2003, pracowała dla reprezentanta J.C. Wattsa z Oklahomy. W latach 2003–2005 była zatrudniona przez Konferencję Republikanów w Izbie Reprezentantów. W 2001 roku prezydent George W. Bush powołał ją na stanowisko Komisarza Białego Domu do spraw Azjatów Amerykańskich i Wyspiarzy Pacyfiku.
Bez powodzenia ubiegała się o miejsce w Kongresie Stanów Zjednoczonych w kilku kolejnych wyborach w latach: 1994, 1996, 1998, 2000, 2002, 2004, 2006, 2008, 2010 i 2012. W 1996 i 2000 roku nie udało jej się uzyskać nominacji z ramienia Partii Republikańskiej, a w 1998 roku była kandydatem niezależnym.
W wyborach z 4 listopada 2014 roku wygrała wybory do Izby Reprezentantów w okręgu wyborczym w Samoa Amerykańskim z wynikiem 42% głosów. Tym samym została pierwszą kobietą reprezentującą Samoa Amerykańskie w Izbie Reprezentantów i pokonała w wyborach sprawującego urząd przez 26 lat Eniego Faleomavaegę z Partii Demokratycznej. Jej kadencja rozpoczęła się 3 stycznia 2015 roku. Uzyskała reelekcję 4 razy.
W 2019 roku prezydent Donald Trump powołał ją do Komisji Prezydenckiej dla Azjatów Amerykańskich i Wyspiarzy Pacyfiku.
15 sierpnia 2022 roku była częścią Delegacji Kongresu USA, razem z Edem Markeyem, Johnem Garamendim, Alanem Lowenthalem i Donem Beyerem, która wzięła udział w spotkaniu z prezydentem Republiki Chińskiej Tsai Ing-wen na Tajwanie. Wizyta miała na celu poparcie dla miejscowego rządu republiki, w czasie, kiedy Chińska Republika Ludowa prowadziła przedłużające się ćwiczenia wojskowe na wodach otaczających Tajwan.

## Życie prywatne
Jej mężem jest Fred Radewagen. Razem doczekali się trójki dzieci i co najmniej dwójki wnuków.

## Wyniki wyborów
Poniżej wymienione zostały wybory powszechne, w których Aumua Amata wzięła czynny udział. Poprzez głównego kontrkandydata rozumie się kandydata, który w danych wyborach wygrał lub zajął drugie miejsce, jeśli wygrała Aumua Amata.
| Rok  | Wybory                                                                | Partia | Partia               | Główny przeciwnik | Główny przeciwnik              | Wynik            | Wynik | Wynik   |
| Rok  | Wybory                                                                | Partia | Partia               | Główny przeciwnik | Główny przeciwnik              | Głosy powszechne | %     | Wygrana |
| ---- | --------------------------------------------------------------------- | ------ | -------------------- | ----------------- | ------------------------------ | ---------------- | ----- | ------- |
| 2022 | Wybory do Izby Reprezentantów w okręgu wyborczym w Samoa Amerykańskim |        | Republikanie         |                   | brak                           | 6637             | 100   | T       |
| 2020 | Wybory do Izby Reprezentantów w okręgu wyborczym w Samoa Amerykańskim |        | Republikanie         |                   | Gordon Paquette (Demokrata)    | 9880             | 83,5  | T       |
| 2018 | Wybory do Izby Reprezentantów w okręgu wyborczym w Samoa Amerykańskim |        | Republikanie         |                   | Tuika Tuika (Demokrata)        | 7194             | 83,28 | T       |
| 2016 | Wybory do Izby Reprezentantów w okręgu wyborczym w Samoa Amerykańskim |        | Republikanie         |                   | Salu Hunkin-Finau (Demokratka) | 8924             | 75,4  | T       |
| 2014 | Wybory do Izby Reprezentantów w okręgu wyborczym w Samoa Amerykańskim |        | Republikanie         |                   | Eni Faleomavaega (Demokrata)   | 4306             | 42,0  | T       |
| 2012 | Wybory do Izby Reprezentantów w okręgu wyborczym w Samoa Amerykańskim |        | Partia Konstytucyjna |                   | Eni Faleomavaega (Demokrata)   | 4420             | 33,8  | N       |
| 2010 | Wybory do Izby Reprezentantów w okręgu wyborczym w Samoa Amerykańskim |        | Republikanie         |                   | Eni Faleomavaega (Demokrata)   | 4422             | 40,3  | N       |
| 2008 | Wybory do Izby Reprezentantów w okręgu wyborczym w Samoa Amerykańskim |        | Republikanie         |                   | Eni Faleomavaega (Demokrata)   | 4350             | 35,0  | N       |
| 2006 | Wybory do Izby Reprezentantów w okręgu wyborczym w Samoa Amerykańskim |        | Republikanie         |                   | Eni Faleomavaega (Demokrata)   | 4493             | 40,7  | N       |
| 2004 | Wybory do Izby Reprezentantów w okręgu wyborczym w Samoa Amerykańskim |        | Republikanie         |                   | Eni Faleomavaega (Demokrata)   | 5472             | 45,1  | N       |
| 2002 | Wybory do Izby Reprezentantów w okręgu wyborczym w Samoa Amerykańskim |        | Republikanie         |                   | Eni Faleomavaega (Demokrata)   | 2767             | 26,6  | N       |
| 1998 | Wybory do Izby Reprezentantów w okręgu wyborczym w Samoa Amerykańskim |        | Niezależna           |                   | Eni Faleomavaega (Demokrata)   | 651              | 6,5   | N       |
| 1994 | Wybory do Izby Reprezentantów w okręgu wyborczym w Samoa Amerykańskim |        | Republikanie         |                   | Eni Faleomavaega (Demokrata)   | 2116             | 20,6  | N       |